# Медал на честта
Медалът на честта (на английски: Medal of Honor) е най-високото военно отличие в САЩ. Присъжда се за проявен героизъм във военна обстановка. Тъй като Президента на САЩ го присъжда в името на конгреса, медалът бива често наричан разговорно „конгресен медал на честта“ (Congressional Medal of Honor).
Отличието се въвежда от Ейбрахам Линкълн по време на американската гражданска война.

## Носители на отличието
- Дезмънд Дос
- Майкъл П. Мърфи